# 福島秀喜
福島 秀喜（ふくしま ひでき、1955年7月28日 - ）は、福岡県出身の元プロ野球選手（投手）。

## 来歴・人物
博多商業高3年次の1973年、プロ野球ドラフト会議で中日ドラゴンズから4位指名を受けるが、入団拒否し社会人野球の丹羽鉦電機に入社。
1975年、プロ野球ドラフト会議で日本ハムファイターズから1位指名を受け入団。
一軍公式戦に出場することはなく、1978年に現役を引退した。

## 詳細情報

### 年度別投手成績
- 一軍公式戦出場なし

### 背番号
- 20 （1976年 - 1978年）